# GB原人
『GB原人』（ジービーげんじん）は、1992年11月27日に発売されたゲームボーイ用横スクロールアクションである。
ゲームボーイにおける原人シリーズ最初の作品にして、任天堂ハードにおいて初めてのシリーズ作品である。

## ゲーム内容

### 変身
GB岩人
ちっちゃい肉1つでこの形態に変身する。攻撃力が2倍となる上、地面にボンクすることでグランドボンクとなり、画面内の敵の動きを停止させることができる。
GB叫人
大きい肉を取るか、GB岩人の状態でちっちゃい肉を取るとこの形態に変身する。攻撃力が3倍となり、Bボタンでボイスアタックが可能となる。
カメ原人
うみがめに触れることで変身できる。手足を引っ込めると「こうら原人」となり無敵になるが、移動できなくなる。

## スタッフ
- ゲーム・デザイン：金子良馬
- プログラマー：竹重英樹、伊丹美裕、つるもく（白谷守）
- ドットアート：中村孝子
- サウンド：高山博彦
- オリジナル・キャラクター・デザイン：青木コブ太
- オリジナル・ゲーム・デザイン：阿部K助
- スーパーバイザー：植山幹夫、小崎整
- ディレクター：ぶー うえだ（上田和敏）

## 評価
ゲーム誌『ファミコン通信』の「クロスレビュー」では合計21点（満40点）、『ファミリーコンピュータMagazine』の読者投票による「ゲーム通信簿」での評価は以下の通りとなっており、19.6点（満30点）となっている。
| 項目 | キャラクタ | 音楽 | 操作性 | 熱中度 | お買得度 | オリジナリティ | 総合 |
| 得点 | 3.8        | 3.1  | 3.2    | 3.3    | 3.2      | 3.0            | 19.6 |